# Tranvia Padova-Bagnoli di Sopra
La tranvia Padova-Bagnoli di Sopra, inaugurata nel 1886, faceva parte di un gruppo di linee che favorirono in maniera significativa la crescita economica e gli scambi commerciali nella provincia di Padova. Elettrificata nel 1928 con un inusuale sistema di alimentazione a tensione monofase, la linea fu soppressa nel 1954.

## Storia

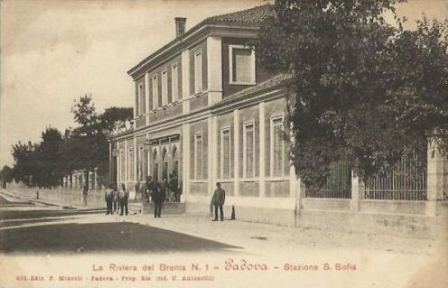
La stazione di Padova Santa Sofia

Nell'autunno 1885 la Società delle Guidovie Centrali Venete, un'impresa del gruppo Società Veneta, aveva inaugurato la tranvia Padova-Fusina, lungo la celeberrima riviera del Brenta, prima di una rete destinata a servire le aree orientali e meridionali della provincia.
Il successivo ampliamento della rete vide la contestuale inaugurazione del tronco urbano Padova Santa Sofia-Padova Scalo (presso il viale della Pace), che confermava la vocazione al trasporto merci delle "Guidovie", e la nuova linea per Bagnoli di Sopra, inaugurata il 20 maggio 1886, la quale che nelle intenzioni dei progettisti avrebbe dovuto raggiungere Rovigo.
Rendendo esecutiva la convenzione stipulata il 14 marzo 1927 fra il Governo e la SV, con Regio decreto n. 906 del 27 marzo 1927 veniva approvata la trasformazione a trazione elettrica "della tramvia extraurbana a vapore Padova Santa Sofia-Bagnoli con prolungamento Santa Sofia-scalo merci Ferrovie dello Stato". L'esercizio a trazione elettrica fu dunque attivato il 27 maggio 1928.
I danni subiti durante la seconda guerra mondiale imposero alcune sospensioni del servizio, che tuttavia fu ripristinato alla fine delle ostilità. Le condizioni economiche erano tuttavia nel frattempo profondamente mutate: la necessità di rinnovare gli impianti, l'avvento della motorizzazione privata e una politica a quel tempo non favorevole ai sistemi di trasporto rapido di massa condusse la Società Veneta a valutare la sostituzione con autoservizio della tranvia, che fu ufficialmente soppressa il 20 settembre 1954.

## Caratteristiche

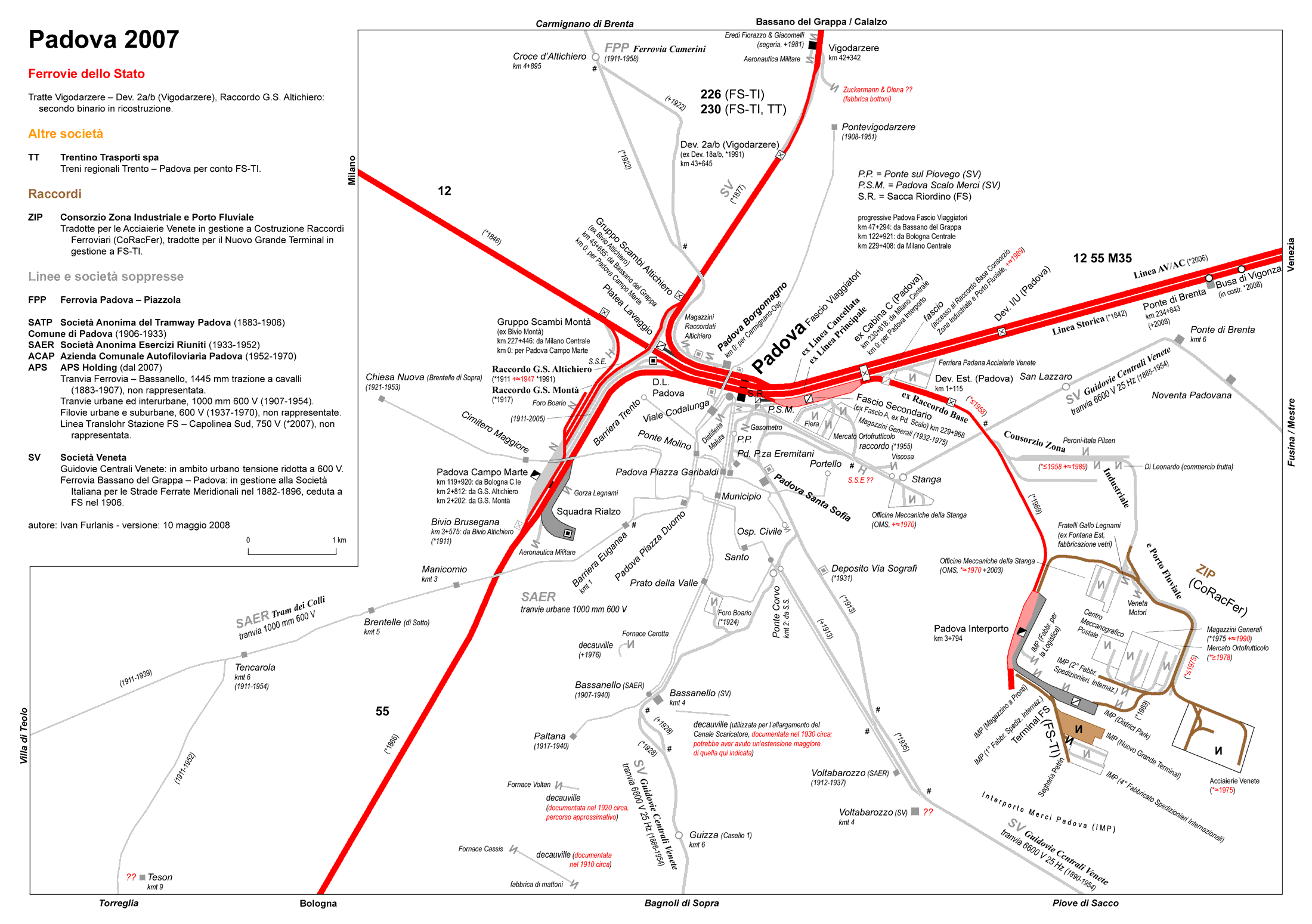
Mappa ferrotranviaria di Padova, con indicati i percorsi delle linee GCV

La linea, che a differenza della rete urbana, era realizzata a scartamento ordinario di 1.445 mm e correva prevalentemente su sede stradale, presentando una lunghezza totale di 28,296 km.
Per la trazione elettrica, anche per motivi legati alla presenza di un'unica sottostazione da realizzarsi in quel di Padova che avrebbe dovuto alimentare l'intera rete, fu scelto l'inusuale sistema ad alta tensione in corrente alternata a 6.000 V, 25 Hz.

### Percorso
Il principale terminale urbano delle Guidovie Centrali Venete era la stazione di Padova Santa Sofia, che sorgeva in via Morgagni di fronte all'autostazione in servizio fino al 2009; da questa la linea per Bagnoli di Sopra si diramava seguendo la Circonvallazione Esterna, mentre quella per Piove di Sacco transitava per Via Sografi e quella per Fusina e Mestre seguiva l'itinerario per Via Gozzi, proseguendo parallelamente a Via Tommaseo poco distante da questa per poi immettersi in Via Venezia.

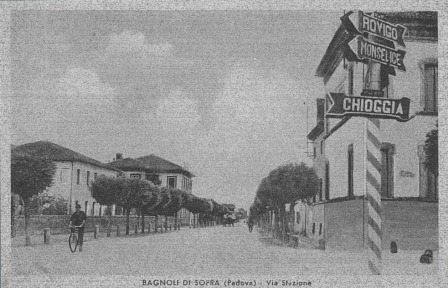
Bagnoli di Sopra, cartolina d'epoca di via della stazione

Transitata, su binario comune con la linea per Piove di Sacco, per via Falloppio, la linea per Bagnoli incontrava l'Ospedale civile e la successiva diramazione: il binario per Piove proseguiva dritto in direzione di via Sografi per poi impegnare un percorso in sede propria verso Voltabarozzo, mentre la linea per Bagnoli di Sopra svoltava a destra in direzione della porta Ponte Corvo, dove esisteva una fermata; il relativo fabbricato viaggiatori è ancora esistente, ristrutturato come civile abitazione.
Immediatamente prima di tale fermata, che sorgeva davanti alla Porta Liviana, esisteva fino al 1913 il bivio per il preesistente tracciato lungo via Facciolati della linea di Piove di Sacco, che si diramava verso sud effettuando anch'essa una fermata omonima.
Percorsi i viali Giordano Bruno e Felice Cavallotti e oltrepassato il fiume Bacchiglione mediante il ponte Scaricatore, il percorso della tranvia trovava una breve variante attivata nel 1928: al tracciato originario per via Guizza era sostituito il percorso per via Santa Maria Assunta; entrambe le direttrici sono percorse, per ciascuno dei sensi di marcia, dalla tranvia di Padova attivata nel 2007.
| Unused urban continuation backward |

| Unknown route-map component "uexCONTgq" | Unknown route-map component "uexSTR+r" | Unused straight waterway |  |  |

| Unknown route-map component "uexSTR+l" | Unknown route-map component "uexKRZ" | Unknown route-map component "uexABZgr" |  |  |

| Unknown route-map component "uexHST" | Unknown route-map component "uexSTRl" | Unknown route-map component "uexABZg+r" |  |  |

| Unknown route-map component "uexABZg+l" | Unused transverse waterway | Unknown route-map component "uexABZg+r" |  |  |

| Unknown route-map component "uexABZgl" | Unknown route-map component "uexKBHFeq" | Unused straight waterway |  |  |

| Unknown route-map component "uexKBHFe" |  | Unused straight waterway |  |  |

| Unknown route-map component "uexBHF" |

|  |  | Unknown route-map component "uexABZgl" | Unknown route-map component "uexCONTfq" |  |

|  |  | Unknown route-map component "uexABZgl" | Unknown route-map component "uexCONTfq" |  |

| Unknown route-map component "uexHST" |

| Unknown route-map component "uexBHF" |

| Unknown route-map component "uexhKRZWae" |

| Unknown route-map component "uexHST" |

| Unknown route-map component "uexBHF" |

| Unknown route-map component "uexHST" |

| Unknown route-map component "uexHST" |

| Unknown route-map component "uexhKRZWae" |

| Unknown route-map component "uexHST" |

| Unknown route-map component "uexBHF" |

| Unknown route-map component "uexBHF" |

| Unknown route-map component "uexHST" |

| Unknown route-map component "uexHST" |

| Unknown route-map component "uexHST" |

| Unknown route-map component "uexKBHFe" |

La linea seguiva dunque la direttrice costituita dalla strada provinciale 92 effettuando fermata nelle principali località (fra cui Albignasego, Maserà di Padova, Cartura e Conselve), alcune delle quali disponevano di una vera e propria stazione atta agli incroci. Erano inoltre presenti tre fermate a richiesta presso la località Carpanedo (attuale capolinea BusItalia), Palù (il toponimo corrisponde all'attuale via Cavour a Bagnoli di Sopra) e Arre, presso il Casello n. 6.

## Materiale rotabile

### Locomotive a vapore
Le Guidovie Centrali Venete disponevano, per l'esercizio a vapore delle proprie linee, di un parco relativamente omogeneo di locomotive cabinate a due assi di tipo tranviario con rodiggio 0-2-0t. Le prime 8 unità, realizzate dalla Henschel & Sohn di Kassel, erano numerate 171-178 (i nomi assegnati a tali unità erano rispettivamente Dolo, Stra, Bagnoli, Conselve, Mira, Ponte di Brenta, Sillaro e Savena) e furono immesse in servizio nel 1885 sulla relazione Padova-Malcontenta-Fusina/Mestre. Si trattava di locomotive leggere, di sole 19 t, che potevano esprimere una potenza di 84,5 kW. La velocità massima era di 30 km/h.
L'apertura della linea per Bagnoli di Sopra comportò l'acquisto, nel 1886, di ulteriori unità che vennero acquistate in numero di 9 (gruppo 179-187) per l'utilizzo, oltre che su tale relazione, anche sulla tranvia Bologna-Imola, inaugurata nel medesimo anno. Il lotto fu diviso fra due costruttori: le unità 179-184 furono fornite dalla stessa Henschel & Sohn, mentre le successive unità, destinate alla linea emiliana, vennero realizzate dalla Maschinenfabrik Emil Kessler di Esslingen; agli esemplari 180, 181, 184 e 187 risultano assegnati i nomi di Noventa, Oriago, Cartura e Abano.
L'apertura dell'altra tranvia patavina, la Padova-Piove di Sacco, comportò l'acquisto di ulteriori due unità, numerate 188-189, del tutto analoghe alle precedenti ma costruite dalla Società Italiana Ernesto Breda.
Le locomotive citate vennero rinumerate dopo il 1915 e inserite nei gruppi 140-154 e 160-162. A tali unità si aggiunse in seguito la locomotiva n.23, a sua volta rinumerata 263, proveniente dalla ferrovia Vicenza-Schio e trasferita in seguito sulla San Giorgio di Nogaro-Cervignano.
La locomotiva rinumerata 149 fu ceduta nel 1950 alla Ferrotramviaria, per il traino dei treni cantiere dell'allora costruenda ferrovia Bari-Barletta.

### Elettromotrici e rimorchiate
La prima dotazione di materiale a trazione elettrica, destinato al servizio sulla linea di Malcontenta, era costituita da 10 elettromotrici e 5 rimorchiate a carrelli di costruzione MAN con parte elettrica AEG/Thomson Houston; le motrici, dalla caratteristica cassa in teak, vennero immatricolate come 001-010, presentavano un rodiggio Bo'-2, pesavano 30 t e raggiungevano la velocità massima di 40 km/h. L'azionamento era bitensione 600 V c.c. /6000 V, 25 Hz c.a..
Nel 1910 si aggiunsero al parco altre 4 elettromotrici, leggermente più potenti e con entrambi i carrelli motori (rodiggio Bo'Bo'), immatricolate 041-044.
Un nuovo gruppo si aggiunse poi nel 1928/29, costituito dalle 4 elettromotrici 021-024, dotate del medesimo rodiggio della prima serie ma realizzate dall'Officina Meccanica della Stanga, con azionamenti CGE.
Per il traffico merci la SV ordinò nel 1926 alla Carminati & Toselli 3 locomotive a carrelli con cabina centrale in grado di trainare convogli da 600 t. Utilizzate sovente anche nel servizio passeggeri, tali unità furono affiancate nel 1928 da ulteriori 3 locomotive analoghe andando a costituire il gruppo E.401-406. Alla chiusura delle "Guidovie" numerose unità del gruppo furono cedute alla Società per le Tranvie Elettriche di Terni (STET) per l'esercizio sulla linea Terni-Ferentillo e per le manovre all'interno delle acciaierie di Terni; una di esse ed è stata oggetto di un restauro estetico nel 2008.

### Carrozze viaggiatori
Come materiale rimorchiato le Guidovie Centrali Venete disponevano in origine di 42 vetture di cui 8 a terrazzini, tutte miste di prima e terza classe o di sola terza classe, di differenti lunghezze e capacità. A tali veicoli si aggiunsero le rimorchiate consegnate assieme ai diversi gruppi di elettromotrici consegnati a partire dal 1909.
Alla chiusura delle linee venete 11 di tali rimorchiate (unità 162÷171 e 175) furono cedute alla Società Romana per le Ferrovie del Nord (SRFN) per il servizio sulla ferrovia Roma-Civita Castellana-Viterbo; una di tali unità fu in seguito acquisita dal Comitato per la Storia di Ferrovie e Tranvie (CSFT) di Bologna.

### Materiale motore - prospetto di sintesi
| Unità     | Tipo                         | Anno di acquisizione | Costruttore               | Note |
| --------- | ---------------------------- | -------------------- | ------------------------- | --- |
| 171÷178   | Locomotive a vapore cabinate | 1885                 | Henschel                  | Costruite per la Padova-Fusina/Mestre; 176 demolita per incidente nel 1908, 175 e 178 trasferite sulla Bologna-Imola |
| 179÷184   | Locomotive a vapore cabinate | 1886                 | Henschel                  | Costruite per la Padova-Bagnoli di Sopra                                                                             |
| 185÷187   | Locomotive a vapore cabinate | 1886                 | Kessler                   | Costruite per la Bologna-Imola, ove prestò servizio la 186                                                           |
| 188÷189   | Locomotive a vapore cabinate | 1890                 | Breda                     | Costruite per la Padova-Piove di Sacco, prestarono servizio sulla Bologna-Imola                                      |
| 001÷010   | Elettromotrici               | 1908-1909            | MAN / AEG Thomson Houston | |
| 021÷024   | Elettromotrici               | 1928-1929            | Stanga / CGE              | |
| 041÷044   | Elettromotrici               | 1910                 | MAN / AEG Thomson Houston | |
| E.401÷406 | Locomotive elettriche        | 1926                 | Carminati & Toselli       | |

## Galleria d'immagini

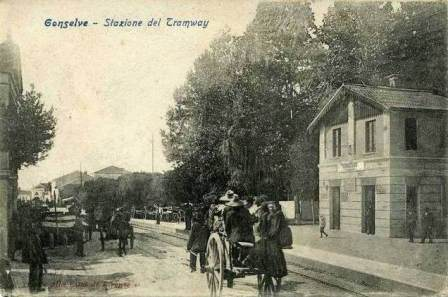
Conselve, stazione
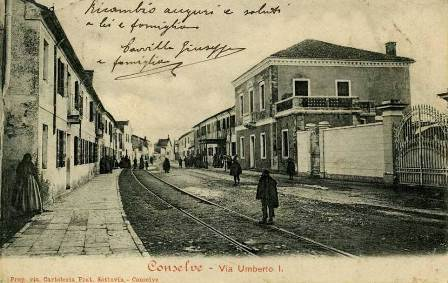
Conselve, via Umberto I
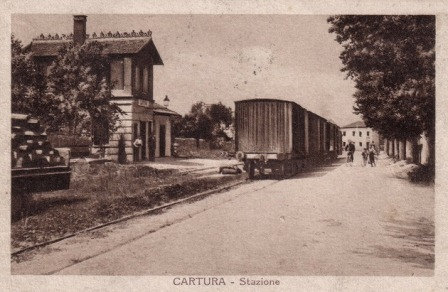
Cartura, stazione